# 어맨다 저우
어맨다 저우(Amanda Zhou)는 중국계 캐나다인 배우이다. 넷플릭스의 피겨 스케이팅 드라마 《스핀 아웃》에서 주인공 캣(카야 스코델라리오)의 친구 '젠 유' 역으로 출연했다.
토론토에서 태어났다. 할머니 저우쉬안(Xuan Zhou)은 중국 상하이에서 활동한 배우였다. 어머니는 문화대혁명 직후 아무 자본 없이 캐나다로 이민와서 어맨다 자매를 키웠다. 배우를 하기 전에는 피겨 스케이팅을 배웠고, 요크 대학교의 연기 프로그램을 수료했다. 어맨다 본인은 인스타그램 계정에서 배우로서 할머니의 영향을 받았다고 언급하고 있다.

## 출연작 목록

### TV 드라마
| 연도 | 제목              | 원제                 | 배역   | 비고                |
| ---- | ----------------- | -------------------- | ------ | ------------------- |
| 2018 | 블러드 앤 워터    | Blood and Water      | 팡     | 에피소드 2회분 출연 |
| 2019 | 영웅들의 5000년사 | 5000 Years of Heroes | 쉬푸   | 단역                |
| 2019 | 스핀 아웃         | Spinning Out         | 젠 유  | 주연                |
| 2020 | 옥토버 팩션       | October Faction      | 데이지 | 조연                |
| 2021 | 핸드메이즈 테일   | The Handmaid's Tale  | 비키   |                     |

### 영화
| 연도 | 제목                 | 원제                | 배역       | 비고   |
| ---- | -------------------- | ------------------- | ---------- | ------ |
| 2019 | 래비드               | Rabid               | 페이지     |        |
| 2019 | 그것: 두 번째 이야기 | It Chapter Two      | 웨이트리스 |        |
| 2021 | 푸어 러키 리치 보이  | Poor Lucky Rich Boy | 멜러니     | 제작중 |